# 북쪽왕관자리 T
이 별은 북쪽왕관자리의 반원 밑에 자리잡고 있는 반복신성이다. 이 별의 최대/최소 겉보기 밝기는 미라와 비슷한 정도지만 변광 주기와 변광 방식은 완전히 다르다.